# Gradski Stadion de Pljevlja
El estadio Gradski (en serbio: Градски стадион Пљевља, Gradski stadion Pljevlja) es un estadio multiusos situado en la ciudad Montenegrina de Pljevlja. Aunque se utiliza para varios deportes el principal de ellos es el fútbol ya que en este estadio juega sus partidos como local el Fudbalski Klub Rudar Pljevlja de la Primera División de Montenegro.
El estadio dispone de una capacidad aproximada de 10 000 espectadores lo que hace que casi la mitad de población de la ciudad entre en él. El terreno de juego es de césped natural y de unas medidas de 105 x 70 metros. Su capacidad lo convierte en el cuarto más grande del país pero, aun así, no cumple la normativa UEFA.